# Days of Future Passed
Days of Future Passed es el segundo álbum de estudio y el primer álbum conceptual de la banda británica The Moody Blues, publicado en noviembre de 1967 por Decca Records. Con su fusión de elementos orquestales y de música rock, ha sido descrito como uno de los primeros ejemplos de rock progresivo.

## Grabación y producción
The Moody Blues comenzó como una banda de rhythm and blues, sin embargo a finales de 1966, se habían topado con dificultades financieras y cambios de personal. El nuevo cantante y guitarrista Justin Hayward dijo “no teníamos dinero, nada”. De acuerdo a la banda, en septiembre de 1967 su compañía discográfica, Decca Records, les pidió que grabarán una adaptación de la Sinfonía n.º 9 de Antonín Dvořák para la recién formada división Deram Records, para demostrar sus últimas técnicas de grabación, que fueron nombradas “Deramic Sound”. Sin embargo, el ingeniero de grabación Derek Varnals cuestiona esta historia, afirmando que incluso al comienzo de las sesiones en 1967 no había ninguna intención de grabar un álbum de Dvořák y que las conversaciones sobre este proyecto no surgieron hasta mediados de los años 1970.
Decca había experimentado con sonido estereofónico para grabaciones clásicas y esperaba capturar el mercado pop de la misma manera, entrelazando grabaciones clásicas con la interpretación del grupo de la misma música. En cambio, la banda (inicialmente sin el conocimiento del sello) decidió enfocarse en un álbum basado en un espectáculo de escenario original en el que habían estado trabajando, y mezclarlo con arreglos clásicos de esas canciones. El teclista Mike Pinder había comprado un Mellotron, un teclado de repetición de cinta, y había escrito una canción, «Dawn Is a Feeling» como punto de partida para una pieza conceptual sobre un día en la vida del hombre común. Hayward escribió «Nights in White Satin» sobre los cambios entre una relación y otra, utilizando las sábanas como metáfora. Cuando Pinder agregó una línea de cuerda en el Mellotron para acompañar el marco básico de la canción de Hayward, el grupo se dio cuenta de que habían escrito algo notable y un final adecuado para el ciclo de la canción.
Las sesiones de grabación para el álbum se llevaron a cabo en los estudios Decca en West Hampstead, Londres entre el 9 de mayo y el 3 de noviembre de 1967. La banda trabajó con el productor Tony Clarke, Varnals y el director de orquesta Peter Knight. El grupo grabó y mezcló sus sesiones primero, luego pasaron las cintas terminadas a Knight para que arreglara y grabará los interludios orquestales.

## Composición
El álbum presenta baladas de rock psicodélico compuestas por Hayward y Pinder e interludios orquestales grabados por la London Festival Orchestra. La banda y la orquesta solo tocaron juntos durante la última parte de «Nights In White Satin».
Los críticos de la música citan al álbum como un ejemplo de rock progresivo. Bill Holdship de Yahoo! Music remarcó que la banda había “creado todo un género aquí”. David Fricke lo citó como uno de los álbumes más esenciales de 1967. Will Hermes cita al álbum como un disco de rock progresivo esencial y opina que su uso del mellotron, un teclado de repetición de cinta, lo convirtió en un elemento “característico” del género. Un trabajo influyente de la contracultura en la década de 1960. Bruce Eder de AllMusic llamó al álbum como “uno de los documentos definitorios de la floreciente era psicodélica, y uno de los álbumes más populares de su época”.

## Lista de canciones
| Lado uno |                                |                           |          |  |
| N.º      | Título                         | Escritor(es)              | Duración |  |
| 1.       | «The Day Begins»               | Peter Knight, Graeme Edge | 5:48     |  |
| 2.       | «Dawn: Dawn Is a Feeling»      | Mike Pinder               | 3:47     |  |
| 3.       | «The Morning: Another Morning» | Ray Thomas                | 3:40     |  |
| 4.       | «Lunch Break: Peak Hour»       | John Lodge                | 5:29     |  |

| Lado dos |                                                                                        |                       |          |  |
| N.º      | Título                                                                                 | Escritor(es)          | Duración |  |
| 1.       | «The Afternoon» - I. «Forever Afternoon (Tuesday?)» - II. «(Evening) Time to Get Away» | Justin Hayward, Lodge | 8:24     |  |
| 2.       | «Evening» - I. «The Sunset» - II. «Twilight Time»                                      | Pinder, Thomas        | 6:37     |  |
| 3.       | «The Night» - I. «Nights in White Satin»                                               | Hayward, Edge, Knight | 7:28     |  |

## Créditos
Créditos adaptados desde las notas del álbum.
The Moody Blues
- Justin Hayward – voz principal y coros (2, 5, 7), guitarra eléctrica y acústica, piano, sitar
- John Lodge – voz principal (4, 5), bajo eléctrico
- Mike Pinder – Mellotron, piano, tanpura, gong, voz principal y coros (1, 2, 6, 7)
- Ray Thomas – flauta, percusión, piano, voz principal y coros (3, 6)
- Graeme Edge – batería, percusión, coros

Músicos adicionales
- Peter Knight – arreglos orquestales
- London Festival Orchestra[17]

Personal técnico
- Tony Clarke – productor
- Derek Varnals – ingeniero de audio
- Hugh Mendl – productor ejecutivo
- Michael Dacre-Barclay  – productor
- Steven Fallone – remasterización

Diseño
- David Anstey – diseño de portada

## Posicionamiento
| Gráficas (1967)               | Pico de posición |
| ----------------------------- | ---------------- |
| Reino Unido (UK Albums Chart) | 27               |

| Gráficas (1972)                  | Pico de posición |
| -------------------------------- | ---------------- |
| Estados Unidos (Billboard 200)   | 3                |
| Estados Unidos (Cashbox Top 100) | 2                |